# أيزو 3166-2:AU

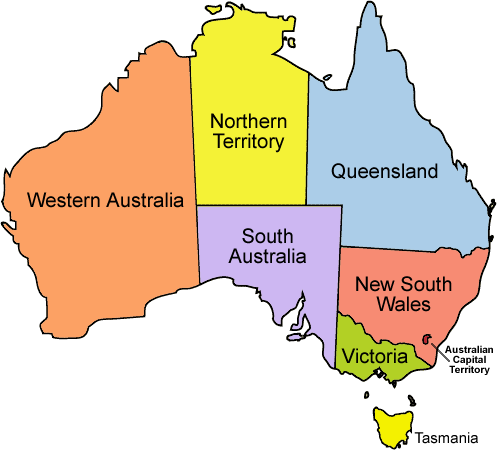

أيزو 31166-2:AU هو الجزء المخصص لدولة أستراليا في أيزو 3166-2، وهو جزء من معيار أيزو 3166 الذي نشرته المنظمة الدولية للتوحيد القياسي (أيزو)، والذي يُعرف رموز لأسماء التقسيمات الرئيسية (مثل الأقاليم، الجهات، المقاطعات أو الولايات) من جميع البلدان في ترميز أيزو 3166-1.
يتكون كل رمز من جزئين مفصولين بواصلة. الجزء الأول هو AU، وهو رمز وأيزو 3166-1 حرفي 2 للبلد. أما الجزء الثاني فهو عبارة عن ثلاثة أحرف أو حرفين.

## الرموز الحالية
| الرمز  | التقسيم                      | الفئة |
| ------ | ---------------------------- | ----- |
| AU-NSW | نيوساوث ويلز                 | ولاية |
| AU-QLD | كوينزلاند                    | ولاية |
| AU-SA  | جنوب أستراليا                | ولاية |
| AU-TAS | تاسمانيا                     | ولاية |
| AU-VIC | فيكتوريا (أستراليا)          | ولاية |
| AU-WA  | أستراليا الغربية             | ولاية |
| AU-ACT | Australian Capital Territory | أقليم |
| AU-NT  | إقليم شمالي (أستراليا)       | أقليم |